# خكا

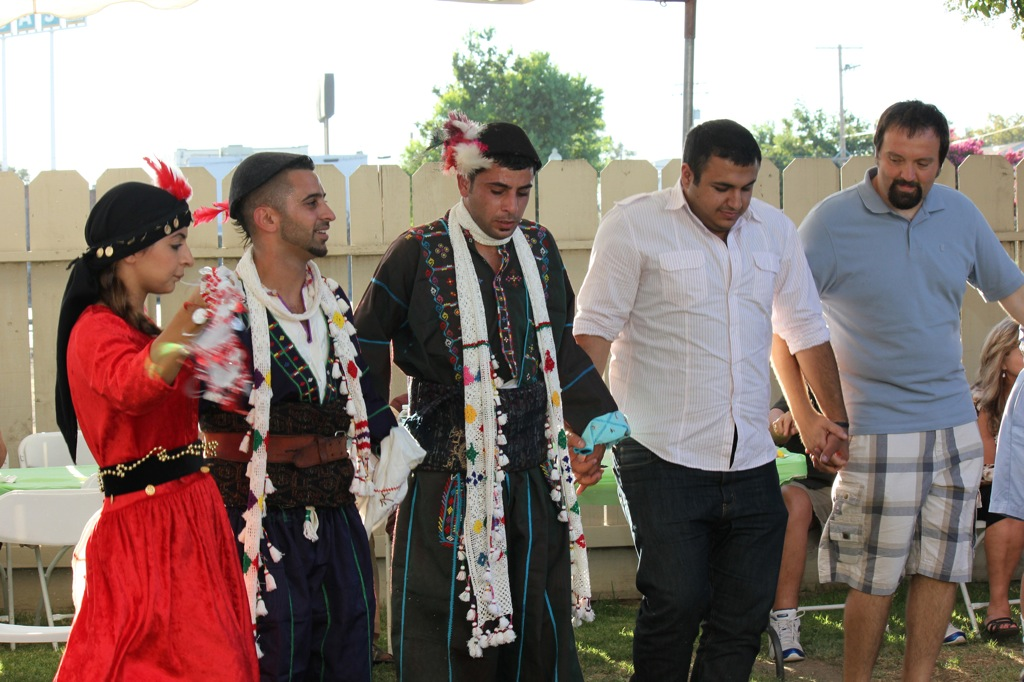
الآشُوريون يَرقصون رقصة الخكا في إحدى الحَفلات.

خكا وتلفظ خگّا (بالسريانية: ܚܓܐ)‏ هو نوع من الرقص الشعبي الفلكلوري المنتشر لدى الآشوريين في العراق وسوريا وإيران. عادة ما ترقص رقصات الخكا على أنغام الزرنة والطبل، خلال احتفالات الزواج وبعض الاحتفالات الدينية.
ويسمى الشخص الواقف في أحد الطرفين ب«رأس الخكا» (ܪܝܫܐ ܕܚܓܐ ريشا دخگّا) وعادة ما يحمل منديلا أو عصا أو علم يلوح به. وهناك عدة أنواع من هذه الرقصة أهمها «الثقيل» (ܚܓܐ ܝܩܘܪܐ خگّا يَقورا).